# 1948年ロンドンオリンピックのセイロン選手団
1948年ロンドンオリンピックのセイロン選手団（1948ねんロンドンオリンピックのセイロンせんしゅだん）は、1948年7月29日から8月14日にかけてイギリスの首都ロンドンで開催された1948年ロンドンオリンピックのセイロン選手団、およびその競技結果。

## 概要
セイロンは今大会がオリンピック初参加であったが、銀メダル1個、合計1個のメダルを獲得した。

## メダル
| メダル | 選手名             | 競技 | 種目             |
| ------ | ------------------ | ---- | ---------------- |
| 銀     | ダンカン・ホワイト | 陸上 | 男子400mハードル |